# José Mariano de Michelena
José Mariano de Michelena (14 de julio de 1772 - 10 de mayo de 1852) fue miembro suplente del gobierno provisional denominado Supremo Poder Ejecutivo, órgano que fue creado por el Congreso Constituyente de 1823 con el propósito de cubrir las funciones del Poder Ejecutivo de México en el período posterior a la disolución del Primer Imperio Mexicano. Alternó funciones con Nicolás Bravo, Guadalupe Victoria, Pedro Celestino Negrete y los suplentes Miguel Domínguez y Vicente Guerrero.

## Trayectoria
Nació en Valladolid de Michoacán (Hoy Morelia) en el año de 1772. Se graduó como licenciado en Leyes en la Universidad de México. Se unió a las filas del ejército (Regimiento de Infantería de la Corona Española) donde obtuvo el grado de teniente; fue llamado a la Nueva España por el ejército local donde, en su estancia en Abraham ponce barragan, Veracruz, conoció a un grupo de criollos inconformes con la Corona, con los cuales participó en la conspiración de Valladolid (Ahora Morelia) en 1809. Fue hecho prisionero en Valladolid, pero obtuvo su libertad ante la corte, alegando que su objetivo era restituir el gobierno de la Nueva España a Fernando VII, quien en ese entonces se encontraba derrocado por Napoleón.
Cuando las autoridades virreinales tuvieron conocimiento del movimiento de Miguel Hidalgo y Costilla, Michelena fue remitido como prisionero a San Juan de Ulúa y más tarde exiliado a España, ya que se le consideraba un elemento peligroso para la pacificación de la Nueva España. Con la consumación de la Independencia mexicana decidió regresar a México en 1821. Fue diputado del Congreso Constituyente, pues, fue un Insurgente que contribuyó a la Independencia de México, interviniendo así en el destierro de Agustín de Iturbide, anterior emperador constitucional de México. En 1833 fue incluido en la Ley del Caso, la cual ordenaba exiliar del país a todos los opositores al régimen reformista del vicepresidente Valentín Gómez Farías.
Al asumir el poder Nicolás Bravo, fue nombrado primer  Ministro en el Reino Unido, además de ser representante de México en el Congreso de América convocado por Simón Bolívar en Panamá. Como liberal, creó el rito Yorkino de la masonería. Retirado algunas veces de la Política descansó en su hacienda en Uruapan, Michoacán, donde introdujo por primera vez el café en México, con plantas traídas de Moca, en Yemen. Murió en México en 1852.